# 片瀬海岸
片瀬海岸（かたせかいがん）は、神奈川県藤沢市の町名。現行行政町名は片瀬海岸一丁目から片瀬海岸三丁目。住居表示実施済み区域。

## 地理
藤沢市東南部の相模湾沿岸、江の島への入口に所在。広義の片瀬地区の一部である。東から西へ順に一丁目、境川を挟んで二丁目、三丁目が置かれる。北で片瀬、東で鎌倉市腰越、南で江の島、北西で鵠沼海岸・鵠沼松が岡と隣接する。

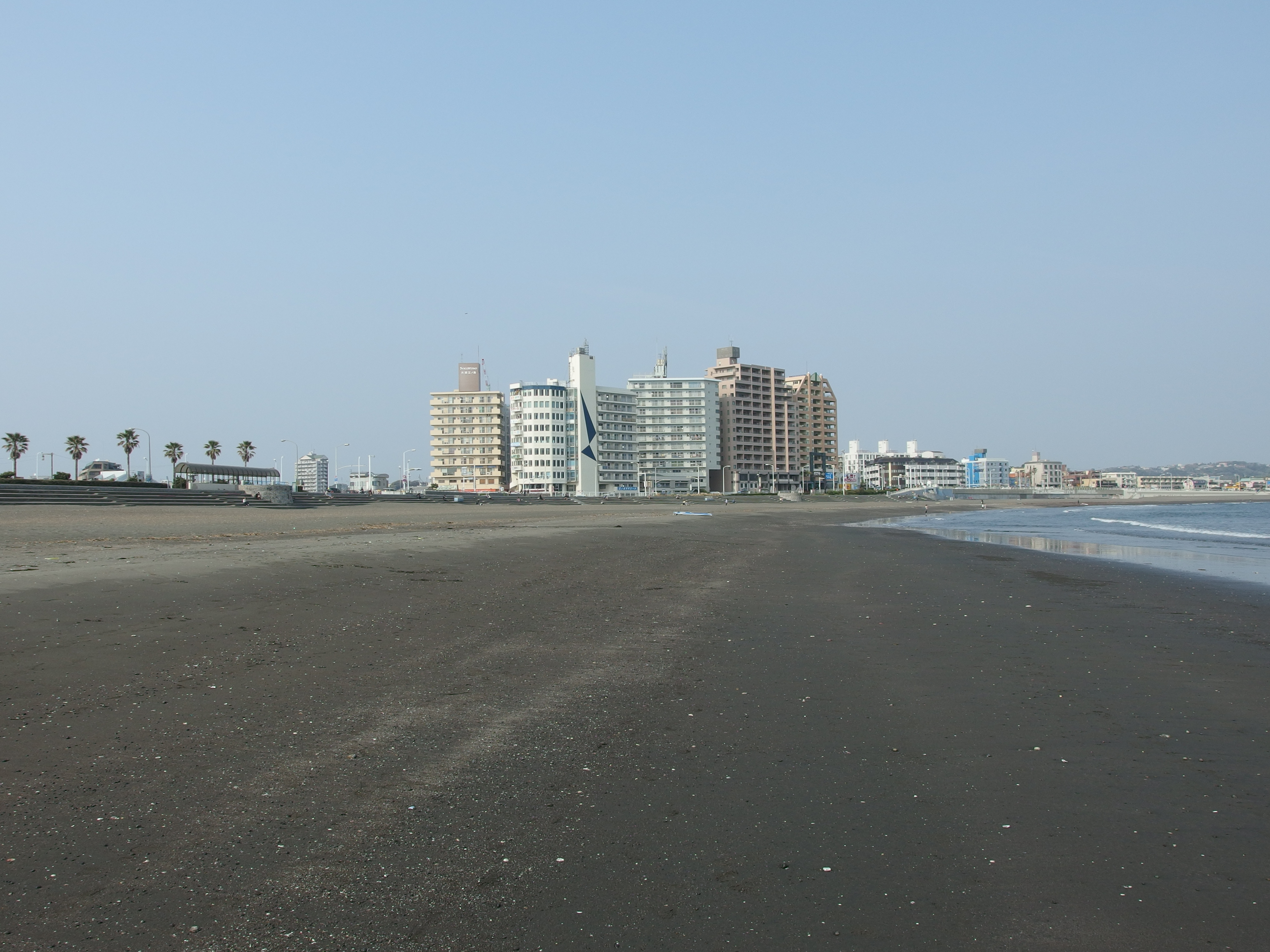
海岸から見た江の島入口

### 河川
- 境川

### 地価
住宅地の地価は、2023年（令和5年）1月1日の公示地価によれば、片瀬海岸2-11-22の地点で22万6000円/m2となっている。

## 歴史

### 沿革
- 1965年（昭和40年）10月1日 - 片瀬海岸二丁目および三丁目を新設[7]。
- 1966年（昭和41年）10月1日 - 片瀬海岸一丁目を新設[8]。
- 2021年（令和3年）3月22日 - 一丁目から三丁目のほぼ全域が津波災害警戒区域に指定。

### 町名の変遷
| 実施後         | 実施年月日    | 実施前                                 |
| -------------- | ------------- | -------------------------------------- |
| 片瀬海岸一丁目 | 1966年10月1日 | 大字片瀬字下ノ谷の一部、大字片瀬字東浜 |
| 片瀬海岸二丁目 | 1965年10月1日 | 大字片瀬字西浜の一部                   |
| 片瀬海岸三丁目 | 1965年10月1日 | 大字片瀬字西浜の一部                   |

## 世帯数と人口
2023年（令和5年）9月1日現在（藤沢市発表）の世帯数と人口は以下の通りである。
| 丁目           | 世帯数    | 人口    |
| -------------- | --------- | ------- |
| 片瀬海岸一丁目 | 1,259世帯 | 2,350人 |
| 片瀬海岸二丁目 | 759世帯   | 1,411人 |
| 片瀬海岸三丁目 | 1,192世帯 | 2,360人 |
| 計             | 3,210世帯 | 6,121人 |

### 人口の変遷
国勢調査による人口の推移。
| 年                 | 人口  |
| ------------------ | ----- |
| 1995年（平成7年）  | 4,398 |
| 2000年（平成12年） | 4,940 |
| 2005年（平成17年） | 5,865 |
| 2010年（平成22年） | 5,767 |
| 2015年（平成27年） | 6,141 |
| 2020年（令和2年）  | 6,174 |

### 世帯数の変遷
国勢調査による世帯数の推移。
| 年                 | 世帯数 |
| ------------------ | ------ |
| 1995年（平成7年）  | 1,758  |
| 2000年（平成12年） | 2,093  |
| 2005年（平成17年） | 2,595  |
| 2010年（平成22年） | 2,591  |
| 2015年（平成27年） | 2,909  |
| 2020年（令和2年）  | 3,154  |

### 学区
市立小・中学校に通う場合、学区は以下の通りとなる（2015年6月時点）。
| 丁目           | 番地 | 小学校             | 中学校             |
| -------------- | ---- | ------------------ | ------------------ |
| 片瀬海岸一丁目 | 全域 | 藤沢市立片瀬小学校 | 藤沢市立片瀬中学校 |
| 片瀬海岸二丁目 | 全域 | 藤沢市立片瀬小学校 | 藤沢市立片瀬中学校 |
| 片瀬海岸三丁目 | 全域 | 藤沢市立片瀬小学校 | 藤沢市立片瀬中学校 |

## 事業所
2021年（令和3年）現在の経済センサス調査による事業所数と従業員数は以下の通りである。
| 丁目           | 事業所数  | 従業員数 |
| -------------- | --------- | -------- |
| 片瀬海岸一丁目 | 113事業所 | 1,196人  |
| 片瀬海岸二丁目 | 83事業所  | 1,224人  |
| 片瀬海岸三丁目 | 33事業所  | 182人    |
| 計             | 229事業所 | 2,602人  |

### 事業者数の変遷
経済センサスによる事業所数の推移。
| 年                 | 事業者数 |
| ------------------ | -------- |
| 2016年（平成28年） | 231      |
| 2021年（令和3年）  | 229      |

### 従業員数の変遷
経済センサスによる従業員数の推移。
| 年                 | 従業員数 |
| ------------------ | -------- |
| 2016年（平成28年） | 2,319    |
| 2021年（令和3年）  | 2,602    |

## 交通

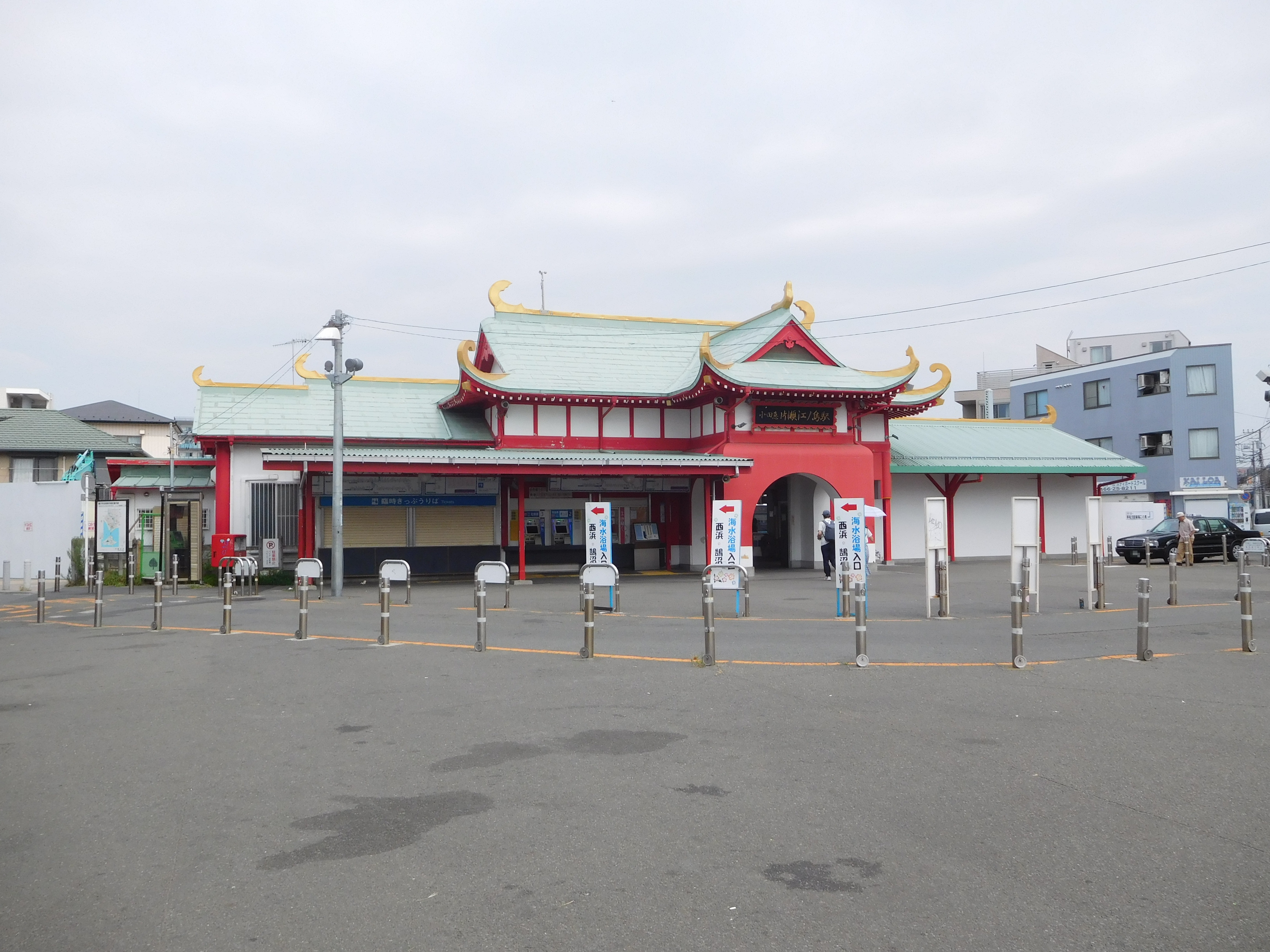
片瀬江ノ島駅

### 鉄道
- 小田急江ノ島線
（鵠沼海岸方面） - 片瀬江ノ島駅
- 江ノ島電鉄線
（湘南海岸公園方面） - 江ノ島駅 - （腰越方面）

### 道路
- 国道134号
- 国道467号
- 神奈川県道305号江の島線

## 施設
- 湘南海岸公園
- 新江ノ島水族館
- 江ノ島電鉄本社
- 片瀬漁港
- 湘南白百合学園小学校

## その他

### 日本郵便
- 郵便番号 : 251-0035[3]（集配局 : 藤沢郵便局[18]）。